# Landkreis Kirchheimbolanden
Der Landkreis Kirchheimbolanden war ein Landkreis in Rheinland-Pfalz.

## Geographie

### Lage
Der Landkreis umfasste im Wesentlichen die heutigen Verbandsgemeinden Kirchheimbolanden, Göllheim und Eisenberg.

### Nachbarkreise
Der Landkreis grenzte Anfang 1969 im Uhrzeigersinn im Norden beginnend an die Landkreise Alzey, Worms, Frankenthal (Pfalz), Neustadt an der Weinstraße, Kaiserslautern und Rockenhausen.

## Geschichte
1818 wurde nach den Gebietsveränderungen des Wiener Kongresses im Königreich Bayern das Landkommissariat Kirchheimbolanden gebildet, aus dem 1862 das Bezirksamt Kirchheimbolanden hervorging.
Am 1. Dezember 1900 gab das Bezirksamt 46 Gemeinden an das neue Bezirksamt Rockenhausen ab.
1939 wurde das Bezirksamt wie alle bayerischen Bezirksämter in Landkreis umbenannt.
Der Landkreis Kirchheimbolanden gehörte seit 1946 zu Rheinland-Pfalz und existierte bis zur Gebietsreform am 7. Juni 1969. Mit Ausnahme der Gemeinde Mauchenheim, die zum Landkreis Alzey-Worms kam und der Gemeinde Rodenbach, die durch ihre Eingemeindung nach Ebertsheim zum Landkreis Bad Dürkheim kam, ging der Landkreis zusammen mit dem größten Teil des Landkreises Rockenhausen im neuen Donnersbergkreis auf.

## Einwohnerentwicklung
| Jahr | Einwohner | Quelle |
| ---- | --------- | ------ |
| 1864 | 51.077    | [ 3 ]  |
| 1885 | 51.418    | [ 4 ]  |
| 1900 | 27.480    | [ 5 ]  |
| 1910 | 28.773    | [ 5 ]  |
| 1925 | 35.741    | [ 5 ]  |
| 1939 | 28.618    | [ 5 ]  |
| 1950 | 33.570    | [ 5 ]  |
| 1960 | 34.800    | [ 5 ]  |
| 1968 | 36.465    |        |

## Bezirksamtsvorstände (bis 1938) und Landräte (ab 1939)
- 1923/1924 vakant
- 1924–1930 Ernst Duthweiler
- 1930–1933 Hans Meinzolt
- 1933–1939 Robert Scheerer
- 1939–1945 Karl Hautmann
- Otto Ferdinand von Riess FDP
- Friedrich Ludwig Wagner (parteilos)
- Johannes Bärmann, 1945

## Städte und Gemeinden
Der Landkreis umfasste zuletzt eine Stadt und 35 weitere Gemeinden:
| - Albisheim (Pfrimm) - Bennhausen - Biedesheim - Bischheim - Bolanden - Bubenheim - Dannenfels - Dreisen - Einselthum - Eisenberg (Pfalz) - Gauersheim - Göllheim | - Harxheim (heute Zellertal) - Ilbesheim - Immesheim - Jakobsweiler - Kerzenheim - Kirchheimbolanden, Stadt - Kriegsfeld - Lautersheim - Marnheim - Mauchenheim - Mörsfeld - Morschheim | - Niefernheim (heute Zellertal) - Oberwiesen - Orbis - Ottersheim - Ramsen - Rittersheim - Rodenbach (heute Ebertsheim) - Rüssingen - Standenbühl - Stetten - Weitersweiler - Zell (heute Zellertal) |

Die Gemeinde Stauf war am 1. April 1962 nach Eisenberg (Pfalz) eingemeindet worden.

## Kfz-Kennzeichen
Am 1. Juli 1956 wurde dem Landkreis bei der Einführung der bis heute gültigen Kfz-Kennzeichen das Unterscheidungszeichen KIB zugewiesen. Es wird im Donnersbergkreis durchgängig bis heute ausgegeben.